# Arawana
Arawana là một chi của bọ rùa.